# Майя Шупут
Майя Шупут (нар. 22 вересня 1979 року, Загреб, СФРЮ) — хорватська поп-співачка.

## Дискографія
- Enjoy (2000)
- Uzmi me (2001)
- Čista 5-ica (2003)
- Obori me s nogu (2006)
- Nevaljala (2011)
- Showgirl (2015)